# Anna Palm
Anna Palm (* 1995 in Aachen) ist eine deutsche Schriftstellerin und Journalistin.

## Leben
Schon in der Kindheit soll es Anna Palms Wunsch gewesen sein zu schreiben. Sie besuchte in Dormagen das Norbert-Gymnasium Knechtsteden. Im Alter von 14 Jahren gewann sie beim Kurzgeschichten-Schreibwettbewerb „Frühlingsflattern“ für Jungautoren mit ihrer Erzählung „Karamellsommer“ den 1. Preis. Im Mittelpunkt dieser realistischen Geschichte steht ein Mädchen namens Wanda, das mit Liebeskummer in die Ferien aufbricht und dort die Bekanntschaft eines Jungen namens Marco macht. Organisiert wurde der Wettbewerb vom Verlag Schwarzkopf & Schwarzkopf in Zusammenarbeit mit der Zeitschrift Mädchen. Der Preis beinhaltete ein Preisgeld von 1000 € sowie einen Buchvertrag. Dies führte zu dem Roman „Ellen, Schutzengel“ aus dem Genre Fantasy, der 2011 vom Verlag Schwarzkopf & Schwarzkopf herausgegeben wurde.
Nach dem Abitur absolvierte Palm ein Journalistikstudium an der TU-Dortmund. Dem schloss sich ein Volontariat beim WDR an. Sie arbeitet als Journalistin in freier Mitarbeit im WDR-Newsroom für die App WDR aktuell und WDR.de, zudem im Quarks-Umweltteam für WDR 5 Quarks und den Podcast Quarks Daily. Sie konzentriert sich hier vor allem auf das Thema Klimajournalismus. Als Gastautorin veröffentlichte sie mehrfach im Online-Magazin Perspective Daily. Palm interessiert sich allgemein für Psychologie und Fiktion. Ihre Beschäftigung mit der Klimakrise führte zu Fragen, in welcher Form Geschichten und Erzähltechniken im Journalismus und der Literatur beitragen können, Menschen zu motivieren, sich aktiv in die Gestaltung der Zukunft einzubringen.

## Schriftstellerische Tätigkeit
Palm hat im Alter von 15 bis 19 Jahren vier Bücher geschrieben, die im Schwarzkopf & Schwarzkopf Verlag veröffentlicht wurden. Die ersten drei Bände sind dem Genre Fantasy/Science-Fiction zuzuordnen.
Ihr erster Roman Ellen, Schutzengel handelt von einem Engel, der den Auftrag hat, einen Jungen zu beschützen. Im Science-Fiction-Roman Die Selbstvergessenen beschreibt Palm obskure Vorkommnisse in einem Internat für Problemkinder. Im Mittelpunkt steht die 16-jährige Sofia, die zwischen den 200 sehr attraktiven, aber eigenartig teilnahmslosen Schülern in die Rolle der Außenseiterin gerät. Sie erkennt schließlich, dass Fehler Menschen erst zum Menschen machen und deshalb notwendig sind. Dem dystopischen Fantasy-Roman Schmetterling aus Staub merkt man der Besprechung auf Literaturtipps.de zufolge an, dass die Autorin sich an bekannten Büchern orientiert hat, „doch auch in ihrem dritten Roman beweist Anna Palm, dass sie das Zeug zu einer großen Autorin hat.“ Mit ihrem vierten Roman Die Clique, im Alter von 20 Jahren, wechselte Palm das Genre. Bei dem Buch handelt sich um einen realistischen Roman. Auf die Frage, warum sie diesen Wechsel vollzogen habe, antwortete Palm: „Ich liebe zwar das Fantasy-Genre, aber ich wollte etwas schreiben, dass näher an mir dran ist.“

## Auszeichnungen
- 1. Preis im Kurzgeschichten-Schreibwettbewerb „Frühlingsflattern“ für Jungautoren
- Jugendbuchpreis Eselsohr 2013 für das Buch „Schmetterling aus Staub“

## Werke
- Die Clique: und wie geht es dir? Schwarzkopf & Schwarzkopf, Berlin 2015, ISBN 978-3-86265-443-7.
- Die Selbstvergessenen. Schwarzkopf & Schwarzkopf, Berlin 2013, ISBN 978-3-8475-1099-4.
- Ellen, Schutzengel: Mit dem Kopf in den Wolken und den Füßen im Chaos. Schwarzkopf & Schwarzkopf, Berlin 2011, ISBN 978-3-86265-048-4.
- Schmetterling aus Staub. Schwarzkopf & Schwarzkopf, Berlin 2013, ISBN 978-3-86265-251-8.